# セントジョン (ニューブランズウィック州)
セント・ジョン（英: Saint John、仏: Saint-Jean）は、カナダ東部ニューブランズウィック州の都市。ファンディ湾の北岸、セント・ジョン川の河口に位置する。フランス語読みではサン・ジャンとなる。2016年の国勢調査による市域人口は67,575人、都市圏人口は12万6202人で州内ではモンクトンに次いで2番目の大きさである。

## 歴史
ヨーロッパ人が来る前はパサマクォディ族やマリシート族が居住していた。セント・ジョン川の河口は1604年にフランス人地理学者のサミュエル・ド・シャンプランがファンディ湾を探検する途中に発見された。その日が洗礼者ヨハネの生誕日であったことからフランス語でFleuve Saint-Jeanと命名され、後に同じ意味の英語に置き換えられた。戦略的な要地なので1631年にアカディアのフランス総督・シャルル・ド・サン＝テティエンヌ・ド・ラ・トゥールによって要塞が築かれた。フランスとイギリスによる争いが続いていたが、1755年には英国軍がフランス植民地を追放しハウ砦を構築して防衛。アメリカ合衆国の独立に伴って英国ロイヤリストがアメリカから入植して街が発展した。

## 経済
セント・ジョンはカナダの東海岸の州の中心地で、多くの企業が集まっている。20世紀の間、事業家K.C.アービングが石油、林業、造船、メディア、運輸業などのコングロマリットをこの町で形成し、現在でも北米最初の大水深石油採掘所や、パルプ工場、製紙工場などを経営し、この地域の経済に重要な役割を果たしている。
2000年前後までは、カナダ最大の造船業が栄え、1980年代から1990年代初期にかけてカナダ海軍用にハリファックス級の多目的フリゲート12隻中9隻がここで製造されたが、その後10年以上戦艦の造船は行われていない。
他に主要な経済活動を行っている企業、公共機関としては、セント・ジョン港、ムースヘッド（ビール）、ポイント・ルプロー原子力発電所を含む発電所を運営するニューブランズウィック電力会社、旧NB Telの本社を引き継いだアライアント・テレコム、ニューブランズウィック州の健康保険を運営するアトランティック健康科学社、セント・ジョン地域病院などがある。また州政府機関の補助によって、1990年代に創業されたいくつかのコールセンターなどもある。

## 地理
街はファンディ湾に流れるセントジョン川を挟んで北側と南側に分かれている。

### 人口
2016年の国勢調査による市域人口は67,575人、都市圏人口は126,202人であり、モンクトンに次いで2番目に多くなっている。長年ニューブランズウィック州内で最大の都市であったが1971年の89,039人を頂点に人口は減少を続け、都市圏人口では2006年にモンクトンに抜かれ、市域人口でも2016年の国勢調査でモンクトンに抜かれ、州内最大の都市の地位を返上した。	
| 年度   | 人口（人） | 増加率（%） |
| ------ | ---------- | ----------- |
| 2016年 | 67,575     | -3.6        |
| 2011年 | 70,063     | 3.0         |
| 2006年 | 68,043     | -2.3        |
| 2001年 | 69,661     | -3.9        |
| 1996年 | 72,494     | -3.3        |
| 1991年 | 74,969     | -1.8        |
| 1986年 | 76,381     | -5.1        |
| 1981年 | 80,521     | -9.6        |
| 1971年 | 89,039     | 61.4        |
| 1961年 | 55,153     | -           |

- 増加率は1986年以降は過去5年間の人口増加率を意味する。

| 母語話者（セントジョン）2006 | 母語話者（セントジョン）2006 | 母語話者（セントジョン）2006 | 母語話者（セントジョン）2006 | 母語話者（セントジョン）2006 |
| ---------------------------- | ---------------------------- | ---------------------------- | ---------------------------- | ---------------------------- |
|                              |                              |                              |                              |                              |
| 英語                         | 英語                         |                              | 90.3%                        | 90.3%                        |
| フランス語                   | フランス語                   |                              | 5.2%                         | 5.2%                         |
| その他                       | その他                       |                              | 4.0%                         | 4.0%                         |

| 人種・民族構成（セントジョン） 2016年 | 人種・民族構成（セントジョン） 2016年 | 人種・民族構成（セントジョン） 2016年 | 人種・民族構成（セントジョン） 2016年 | 人種・民族構成（セントジョン） 2016年 |
| ------------------------------------- | ------------------------------------- | ------------------------------------- | ------------------------------------- | ------------------------------------- |
|                                       |                                       |                                       |                                       |                                       |
| 白人                                  | 白人                                  |                                       | 87.7%                                 | 87.7%                                 |
| 先住民系                              | 先住民系                              |                                       | 5.3%                                  | 5.3%                                  |
| 黒人                                  | 黒人                                  |                                       | 2.1%                                  | 2.1%                                  |
| 中国系                                | 中国系                                |                                       | 1.4%                                  | 1.4%                                  |
| アラブ系                              | アラブ系                              |                                       | 1.38%                                 | 1.38%                                 |

### 言語
2016年の統計による市内の住民の母語の割合は英語が90.3%と9割超に達し、フランス語が5.2%と低くなっておりほぼ英語圏である。全人口のうちの英仏バイリンガルの割合は14.4%と州内のなかでは低くなっており、85.3%が英語のみを理解することができるとの調査がある事等、フランス語を公用語にしている州の都市という印象は薄い。1996年当時の4.3%と比べると2006年は5.2%とフランス語の割合が微増している。

### 気候
気候は湿潤大陸性気候(Dfb)で、寒冷であるが、大西洋に面するために、内陸よりも寒さは緩和される。1月の平均気温は-7.9℃、7月の平均気温は17.1℃であり、年間降雪量は239.6cmである。
| セント・ジョン（セント・ジョン空港） (1981−2010年平均)の気候 | セント・ジョン（セント・ジョン空港） (1981−2010年平均)の気候 | セント・ジョン（セント・ジョン空港） (1981−2010年平均)の気候 | セント・ジョン（セント・ジョン空港） (1981−2010年平均)の気候 | セント・ジョン（セント・ジョン空港） (1981−2010年平均)の気候 | セント・ジョン（セント・ジョン空港） (1981−2010年平均)の気候 | セント・ジョン（セント・ジョン空港） (1981−2010年平均)の気候 | セント・ジョン（セント・ジョン空港） (1981−2010年平均)の気候 | セント・ジョン（セント・ジョン空港） (1981−2010年平均)の気候 | セント・ジョン（セント・ジョン空港） (1981−2010年平均)の気候 | セント・ジョン（セント・ジョン空港） (1981−2010年平均)の気候 | セント・ジョン（セント・ジョン空港） (1981−2010年平均)の気候 | セント・ジョン（セント・ジョン空港） (1981−2010年平均)の気候 | セント・ジョン（セント・ジョン空港） (1981−2010年平均)の気候 |
| 月                                                           | 1月                                                          | 2月                                                          | 3月                                                          | 4月                                                          | 5月                                                          | 6月                                                          | 7月                                                          | 8月                                                          | 9月                                                          | 10月                                                         | 11月                                                         | 12月                                                         | 年                                                           |
| ------------------------------------------------------------ | ------------------------------------------------------------ | ------------------------------------------------------------ | ------------------------------------------------------------ | ------------------------------------------------------------ | ------------------------------------------------------------ | ------------------------------------------------------------ | ------------------------------------------------------------ | ------------------------------------------------------------ | ------------------------------------------------------------ | ------------------------------------------------------------ | ------------------------------------------------------------ | ------------------------------------------------------------ | ------------------------------------------------------------ |
| 最高気温記録 °C （°F）                                       | 14.5 (58.1)                                                  | 13.3 (55.9)                                                  | 25.6 (78.1)                                                  | 22.8 (73)                                                    | 33.0 (91.4)                                                  | 32.0 (89.6)                                                  | 32.8 (91)                                                    | 34.4 (93.9)                                                  | 31.0 (87.8)                                                  | 25.6 (78.1)                                                  | 21.7 (71.1)                                                  | 16.1 (61)                                                    | 34.4 (93.9)                                                  |
| 平均最高気温 °C （°F）                                       | −2.5 (27.5)                                                  | −1.5 (29.3)                                                  | 2.4 (36.3)                                                   | 8.5 (47.3)                                                   | 15.0 (59)                                                    | 19.6 (67.3)                                                  | 22.6 (72.7)                                                  | 22.4 (72.3)                                                  | 18.2 (64.8)                                                  | 12.3 (54.1)                                                  | 6.4 (43.5)                                                   | 0.5 (32.9)                                                   | 10.3 (50.5)                                                  |
| 日平均気温 °C （°F）                                         | −7.9 (17.8)                                                  | −7.1 (19.2)                                                  | −2.5 (27.5)                                                  | 3.7 (38.7)                                                   | 9.5 (49.1)                                                   | 14.0 (57.2)                                                  | 17.1 (62.8)                                                  | 16.8 (62.2)                                                  | 13.0 (55.4)                                                  | 7.6 (45.7)                                                   | 2.3 (36.1)                                                   | −4.4 (24.1)                                                  | 5.2 (41.4)                                                   |
| 平均最低気温 °C （°F）                                       | −13.3 (8.1)                                                  | −12.6 (9.3)                                                  | −7.4 (18.7)                                                  | −1.2 (29.8)                                                  | 3.9 (39)                                                     | 8.4 (47.1)                                                   | 11.6 (52.9)                                                  | 11.2 (52.2)                                                  | 7.7 (45.9)                                                   | 2.8 (37)                                                     | −1.9 (28.6)                                                  | −9.3 (15.3)                                                  | 0.0 (32)                                                     |
| 最低気温記録 °C （°F）                                       | −31.7 (−25.1)                                                | −36.7 (−34.1)                                                | −30 (−22)                                                    | −16.7 (1.9)                                                  | −7.8 (18)                                                    | −2.2 (28)                                                    | 1.1 (34)                                                     | −0.6 (30.9)                                                  | −6.7 (19.9)                                                  | −10.6 (12.9)                                                 | −16.9 (1.6)                                                  | −34.4 (−29.9)                                                | −36.7 (−34.1)                                                |
| 降水量 mm （inch）                                           | 123.5 (4.862)                                                | 91.0 (3.583)                                                 | 108.2 (4.26)                                                 | 105.3 (4.146)                                                | 109.8 (4.323)                                                | 101.0 (3.976)                                                | 88.4 (3.48)                                                  | 81.7 (3.217)                                                 | 105.6 (4.157)                                                | 116.4 (4.583)                                                | 134.1 (5.28)                                                 | 130.4 (5.134)                                                | 1,295.5 (51.004)                                             |
| 降雪量 cm （inch）                                           | 64.3 (25.31)                                                 | 48.4 (19.06)                                                 | 44.4 (17.48)                                                 | 20.0 (7.87)                                                  | 1.2 (0.47)                                                   | 0.0 (0)                                                      | 0.0 (0)                                                      | 0.0 (0)                                                      | 0.0 (0)                                                      | 0.5 (0.2)                                                    | 10.8 (4.25)                                                  | 49.9 (19.65)                                                 | 239.6 (94.33)                                                |
| 平均降雨日数                                                 | 6.7                                                          | 5.3                                                          | 7.6                                                          | 11.0                                                         | 13.6                                                         | 12.9                                                         | 11.5                                                         | 10.5                                                         | 10.5                                                         | 11.7                                                         | 12.5                                                         | 8.3                                                          | 122.1                                                        |
| 平均降雪日数                                                 | 12.9                                                         | 10.2                                                         | 9.4                                                          | 5.1                                                          | 0.5                                                          | 0.0                                                          | 0.0                                                          | 0.0                                                          | 0.0                                                          | 0.5                                                          | 3.9                                                          | 10.2                                                         | 52.6                                                         |
| 平均月間日照時間                                             | 124.9                                                        | 124.5                                                        | 149.9                                                        | 165.9                                                        | 199.0                                                        | 211.6                                                        | 225.9                                                        | 216.8                                                        | 181.9                                                        | 147.8                                                        | 97.0                                                         | 102.0                                                        | 1,947.3                                                      |
| 出典：                                                       |                                                              |                                                              |                                                              |                                                              |                                                              |                                                              |                                                              |                                                              |                                                              |                                                              |                                                              |                                                              |                                                              |

## 交通

### 空港
- セントジョン空港（英語版） - 州内2番目の空港。

### 鉄道
かつてはモントリオールからアメリカ合衆国のメイン州経由でフレデリクトンを通ってセントジョンまでを結ぶVIA鉄道のアトランティック号が運行されていたが1994年で廃止された。海運拠点としてカナディアン・ナショナル鉄道とニューブランズウィック南部鉄道により貨物列車の輸送は続けられている。

### 市内交通
- セントジョントランジット：市内バス等を運行。

### 都市間交通
- 沿海バス（Maritime Bus）：都市間バス運行。以前はアカディアンラインズと呼ばれていた。

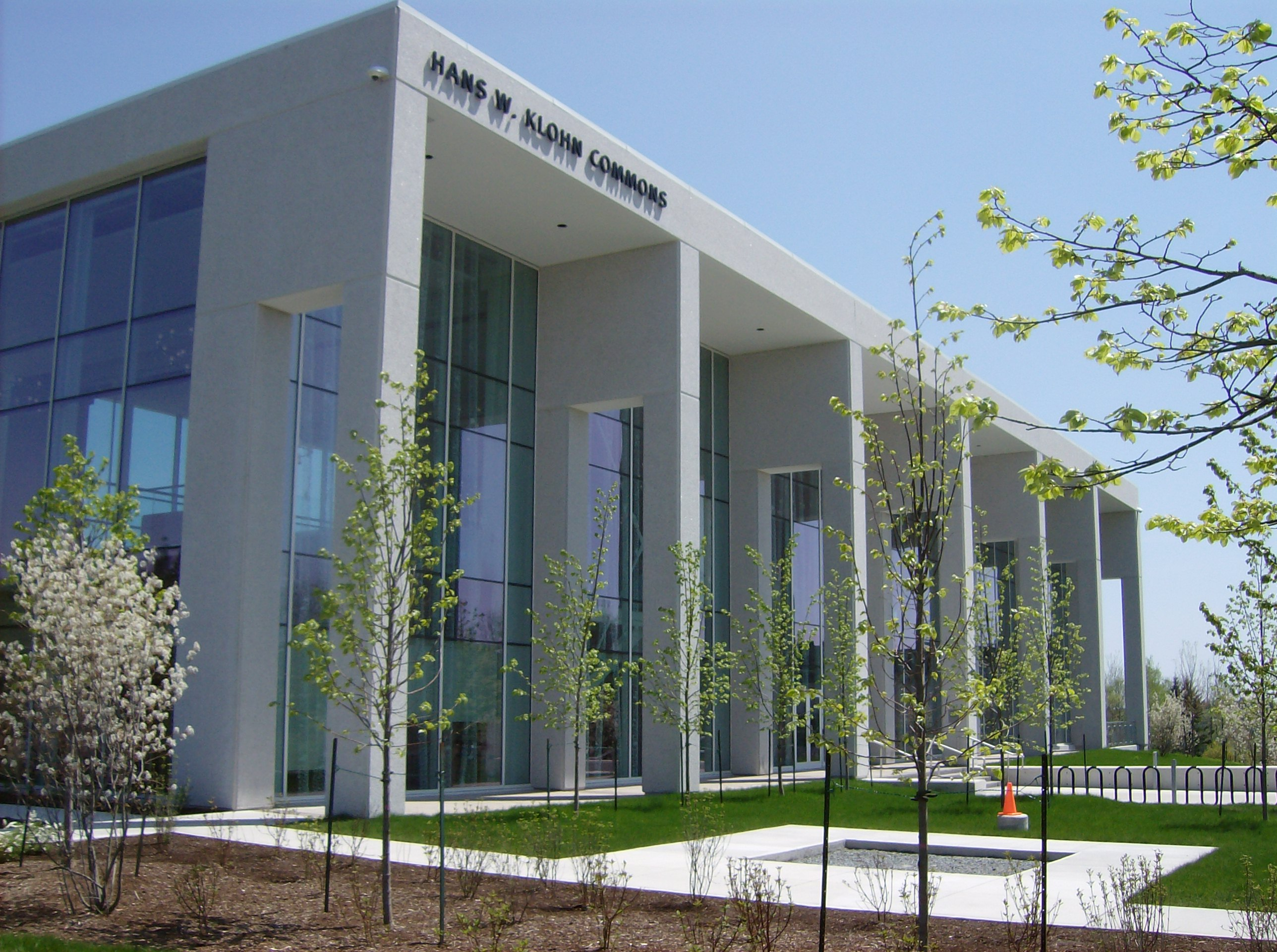
ニューブランズウィック大学セントジョンキャンパス

## 教育

### 大学
- ニューブランズウィック大学（英語版）（University of New Brunswick）

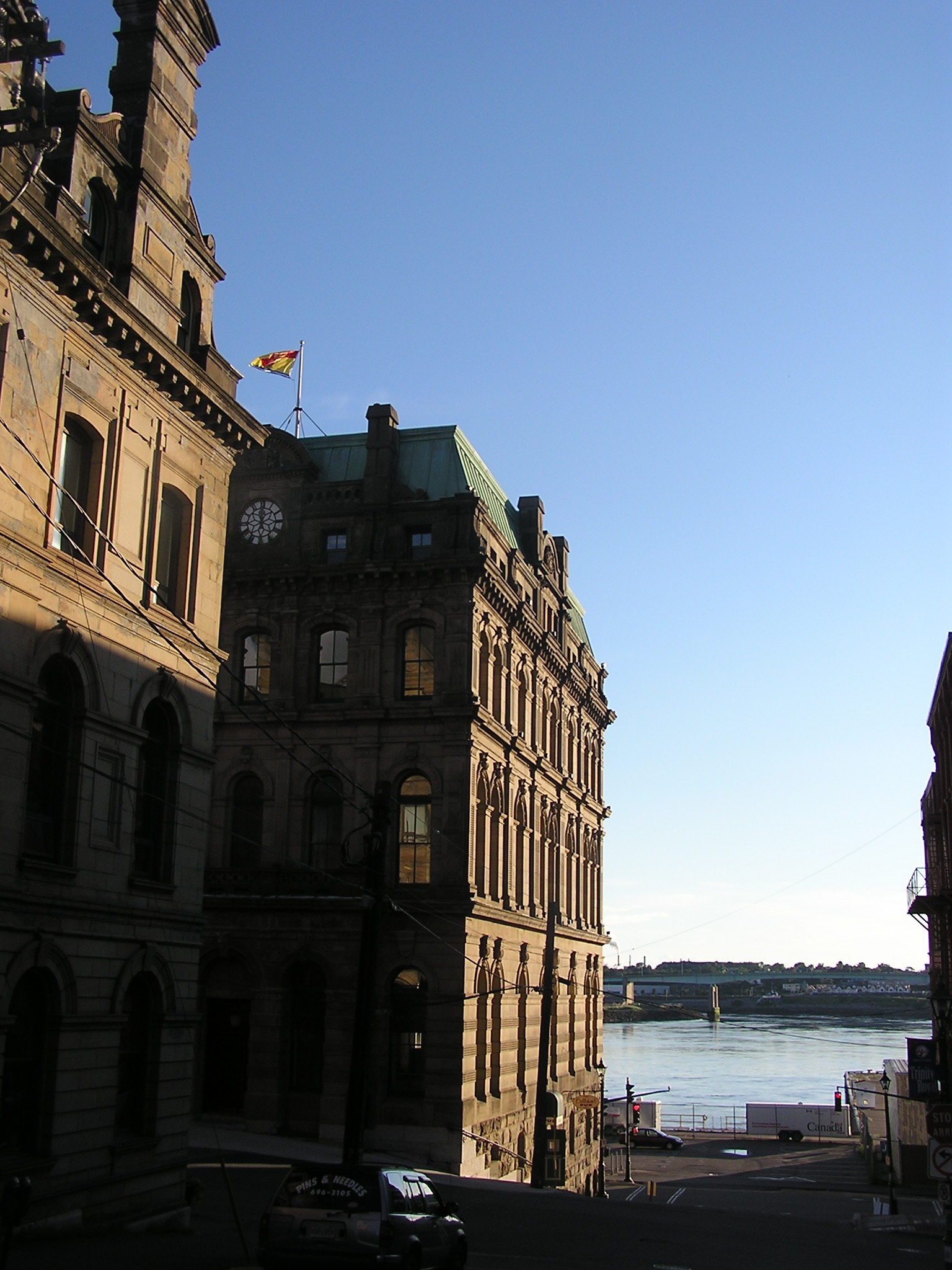
プリンセス・ストリート

## 出身者
- ドナルド・サザーランド（Donald Sutherland）：俳優
- ルイス・B・メイヤー（Louis B. Mayer）：ハリウッドのメトロ・ゴールドウィン・メイヤー（Metro-Goldwyn-Mayer）の社長
- セシル・B・デミル（Cecil Blount DeMille）はアメリカ合衆国の映画監督。20世紀前半の最も成功した映画製作者のひとり
- マット・ステアーズ（Matt Stairs）：メジャーリーグのカンザスシティ・ロイヤルズの選手。
- コール・キース（Cole Keith）：ラグビーワールドカップ2019のカナダ代表。
- エイブラハム・ピネオ・ゲズナー（Abraham Pineo Gesner）：1846年に灯油を発明した。

## メディア

### テレビ
- CBAT：CBC（英語）
- CBAFT：Radio-Canada（フランス語）
- CKLT：CTV系列（英語）
- CIHF：グローバル系列（英語）
- ロジャーズ・テレビ

### 新聞
- 「ザ・テレグラフ・ジャーナル」（The Telegraph-Journal、英語日刊紙）
- 「ル・サンジャノワ」（Le Saint-Jeanois、フランス語週刊紙）

## 姉妹都市･提携都市
- ニューポート（アメリカ合衆国 ロードアイランド州）